# 2021年大阪大楼火灾
2021年大阪大楼火灾，是指2021年12月17日發生於日本大阪巿北區堂島北大樓的火警，事件導致26人死亡（不包括嫌疑人），2人受傷。

## 历史
2021年12月17日，当地时间上午10点20分，日本大阪市北區的一栋8层楼房发生火灾。这场火灾被怀疑是由纵火引起的。据称有27人处于心肺停止状态，27人中有3人順利恢復呼吸心跳，但仍有24人傷重不治。
数十名消防员赶到大楼，75辆消防车和救护车赶到现场。火势在30分钟内得到控制。10時46分被撲滅。
火灾发生在4楼或5楼。精神病诊所位于4楼。警方正在调查纵火案。读卖新闻表示，一名老人曾带着一个装有易燃液体的袋子进入大楼。大阪府警方认为这起事故可能是人为纵火。